# Motor de Cornualles

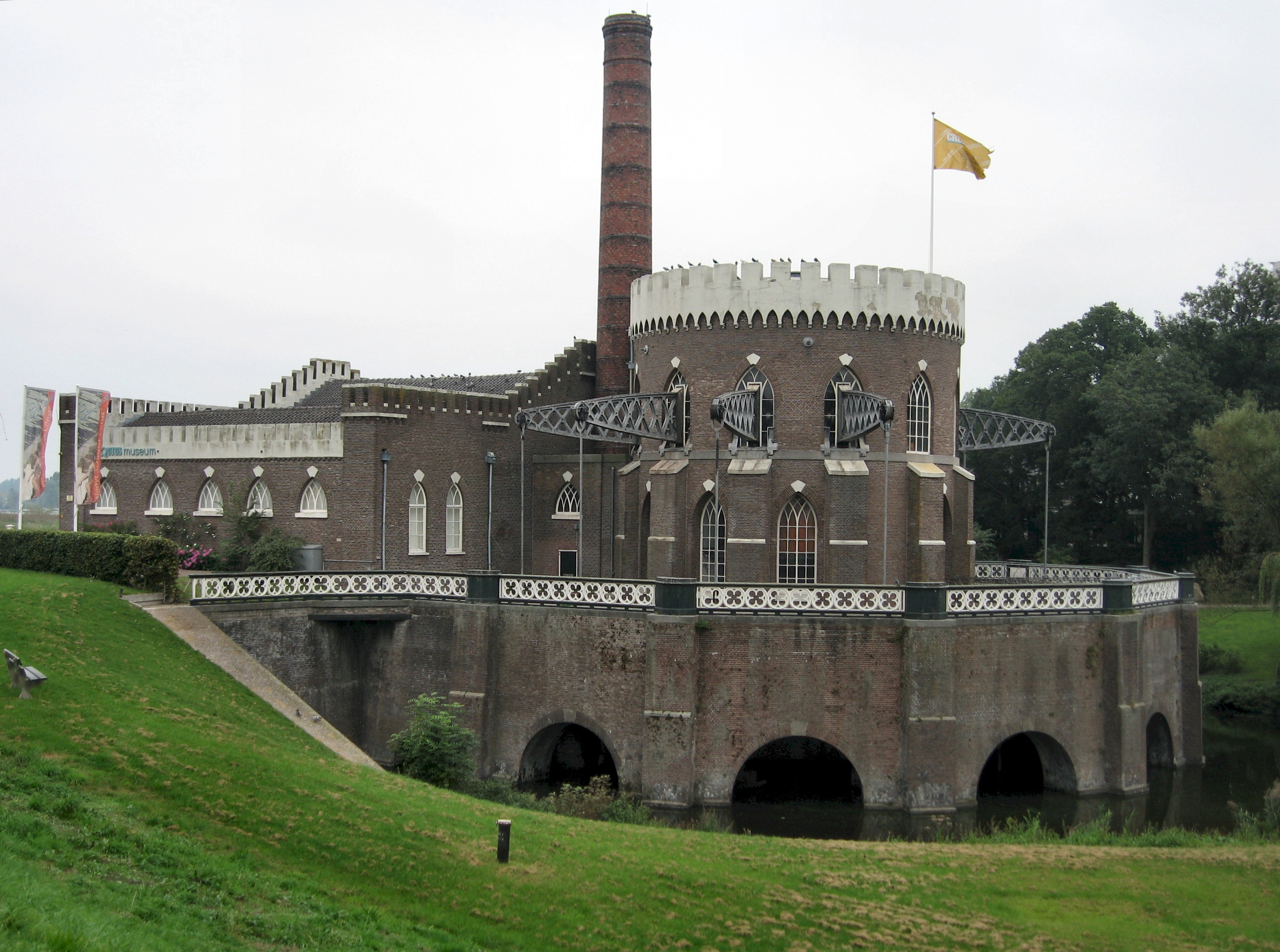
La estación de bombeo de Cruquius, que muestra los balancines del motor de bombeo que emergen de la pared de soporte

Un motor de Cornualles (nombre original en inglés: Cornish engine) es un tipo de máquina de vapor desarrollado en Cornualles, Inglaterra, principalmente para bombear agua desde las minas. Es una forma de motor de balancín, que utiliza vapor a una presión más alta que los motores anteriores diseñados por James Watt. Estos motores también se utilizaron para impulsar los elevadores de hombres que facilitaban el desplazamiento vertical de los mineros y de los minerales por los pozos, para arrastrar materiales por las galerías, y para accionar molinos de mineral en las minas.

## Antecedentes: la máquina de vapor en Cornualles
Cornualles ha tenido durante mucho tiempo minas de estaño, cobre y otras menas metálicas. Cuando las minas fueron alcanzando mayores profundidades, se hizo necesario encontrar un medio para drenar el agua de las galerías. Esto se puede hacer usando caballos de tiro o una rueda hidráulica para accionar bombas de achique, pero los caballos tienen una potencia limitada y las ruedas hidráulicas necesitan una corriente de agua adecuada. En consecuencia, la conversión de carbón en energía para sostener el trabajo de las bombas era altamente deseable para la industria minera. 
La mina de Wheal Vor tuvo uno de los primeros motores Newcomen (que aprovechaban la subpresión producida por la condensación del vapor de agua en el interior de un cilindro, cuyo pistón era desplazado por la presión atmosférica) antes de 1714, pero Cornualles no tiene yacimientos de carbón y el carbón importado del sur de Gales era costoso. El costo del combustible para el bombeo fue, por lo tanto, una parte significativa de los costos de la minería. 
Posteriormente, muchos de los primeros motores Watt, mucho más eficientes (usando un condensador externo), fueron instalados allí por Boulton y Watt, cobrando a los propietarios de la mina una tarifa basada en el ahorro de combustible. La eficiencia de combustible de un motor se estableció mediante su "servicio", medido por el trabajo (expresado en libras-pie) generado por un bushel (43 kg) de carbón. Los primeros motores Watt tenían un servicio de 20 millones y los posteriores de más de 30 millones.

## Ciclo de Cornualles

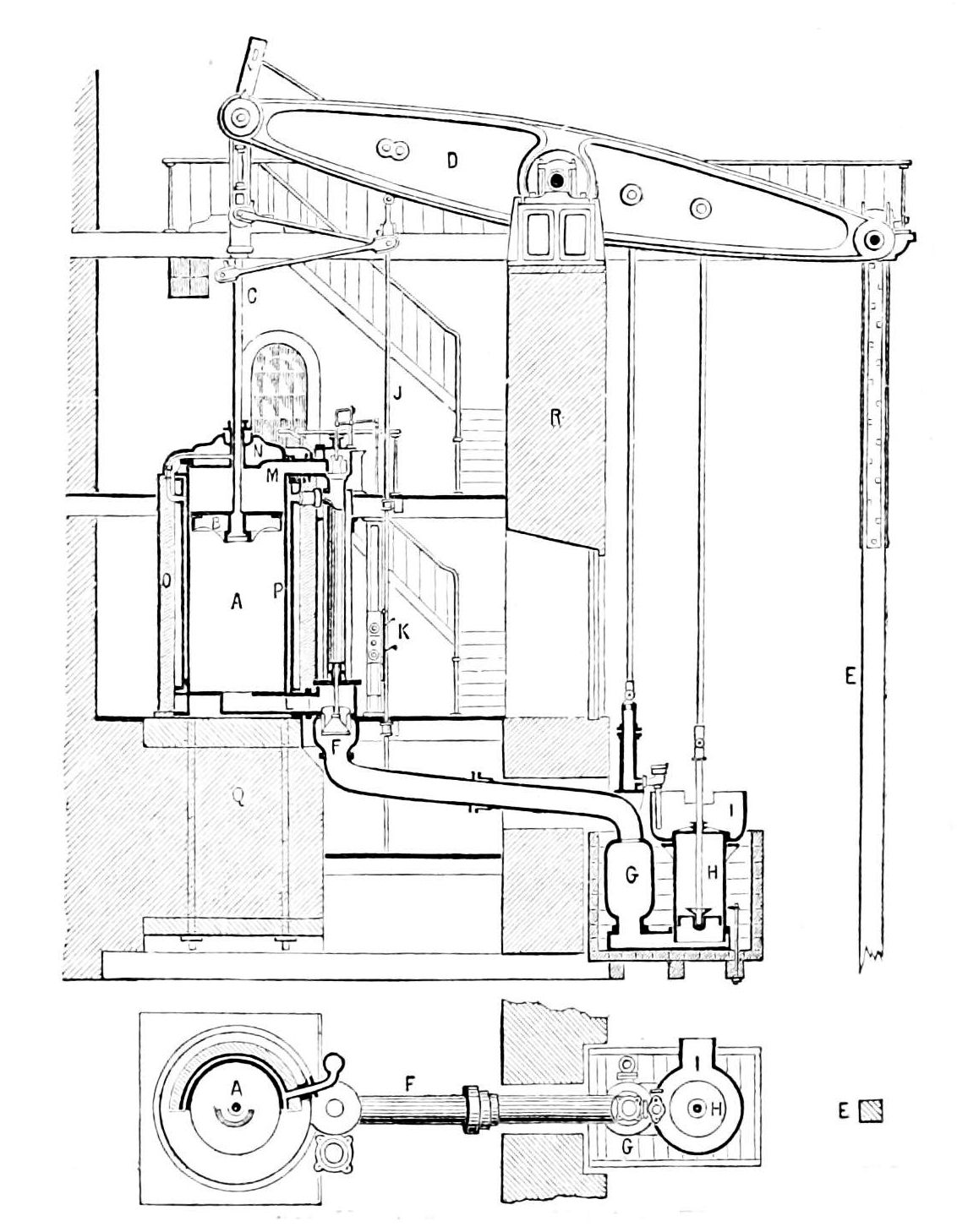
Sección, hacia 1877

El ciclo de Cornualles funciona de la siguiente manera:
Comenzando la operación con el pistón en la parte superior del cilindro; con la parte del cilindro situada por debajo del pistón llena de vapor de la carrera anterior; con la caldera a presión de trabajo normal; y con el condensador con el vacío de trabajo normal. 
1. Se abren la válvula de entrada de vapor a presión y las válvulas de escape de vapor a baja presión. El vapor presurizado de la caldera entra a la parte superior del cilindro por encima del pistón, empujándolo hacia abajo, y el vapor debajo del pistón se introduce en el condensador, creando un vacío debajo del pistón. La diferencia de presión entre el vapor a la presión de la caldera por encima del pistón y el vacío por debajo empuja el pistón hacia abajo.
2. A la mitad del recorrido, la válvula de entrada de vapor a presión está cerrada. El vapor sobre el pistón se expande entonces a través del resto de la carrera, mientras que el vapor de baja presión en el otro lado (parte inferior) del pistón continúa siendo atraído hacia el condensador, manteniendo así el vacío parcial en esa parte del cilindro.
3. En la parte inferior de la carrera, la válvula de escape al condensador se cierra y la válvula de equilibrio se abre. El peso del engranaje de la bomba arrastra el pistón hacia arriba, y cuando el pistón sube, el vapor se transfiere a través de la tubería de equilibrio desde arriba del pistón hasta la parte inferior del cilindro debajo del pistón.
4. Cuando el pistón alcanza la parte superior del cilindro, el ciclo está listo para repetirse.

El siguiente ciclo puede iniciarse de inmediato, o puede retrasarse mediante un dispositivo de sincronización como una catarata. Si no era necesario que el motor funcionara a su velocidad máxima, reducir la velocidad de operación permitía ahorrar combustible. 
El motor es de acción simple, y el pistón de vapor se levanta por el peso del pistón de la bomba y el del balancín. En estas máquinas, las calderas suministraban vapor a una presión de hasta 50 psi (340 kPa). 

Las siguientes fotos muestran los componentes del diseño esquemático (motor Harvey del eje Tailer de la mina de East Pool): 

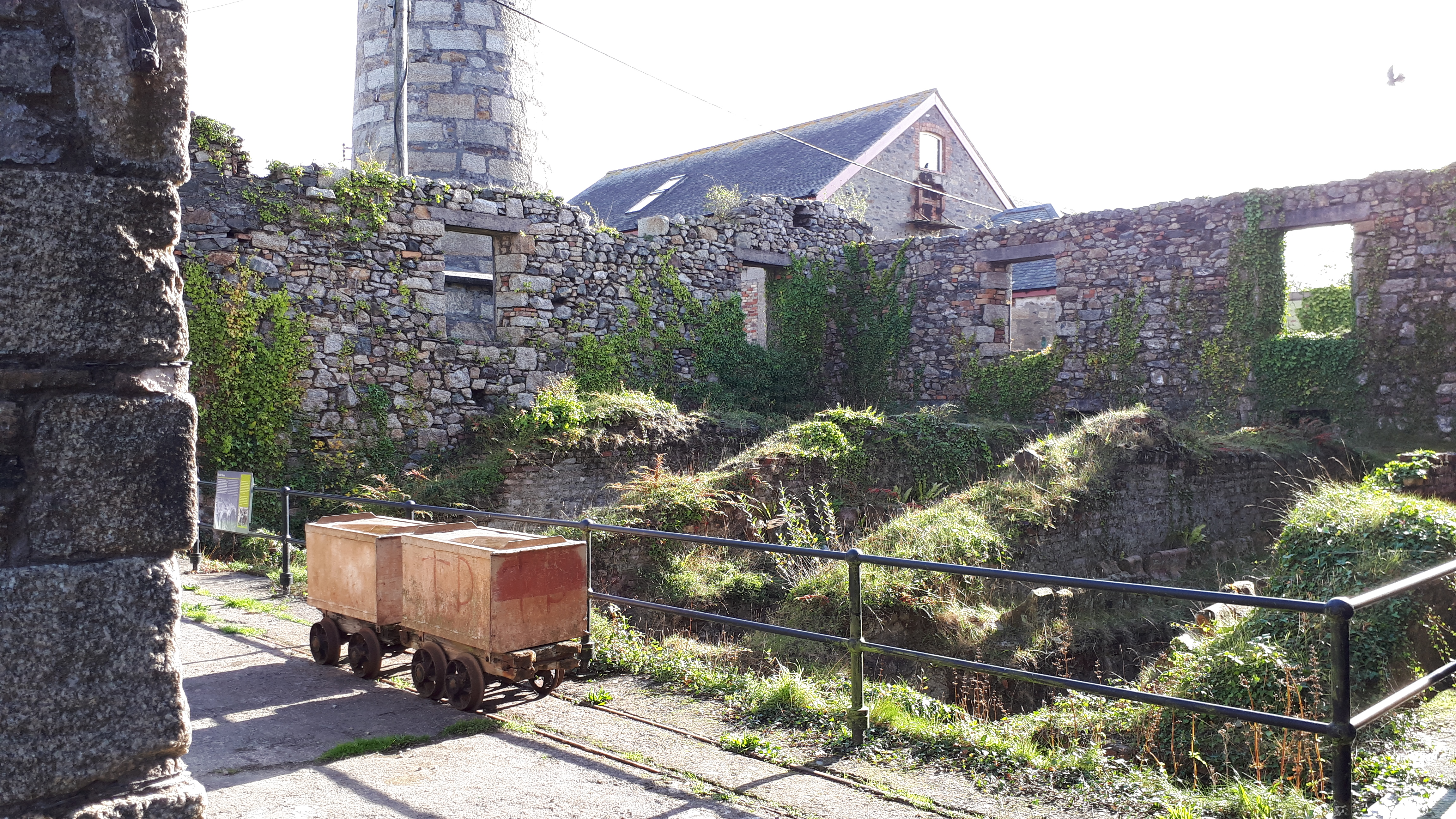
Calderas de vapor
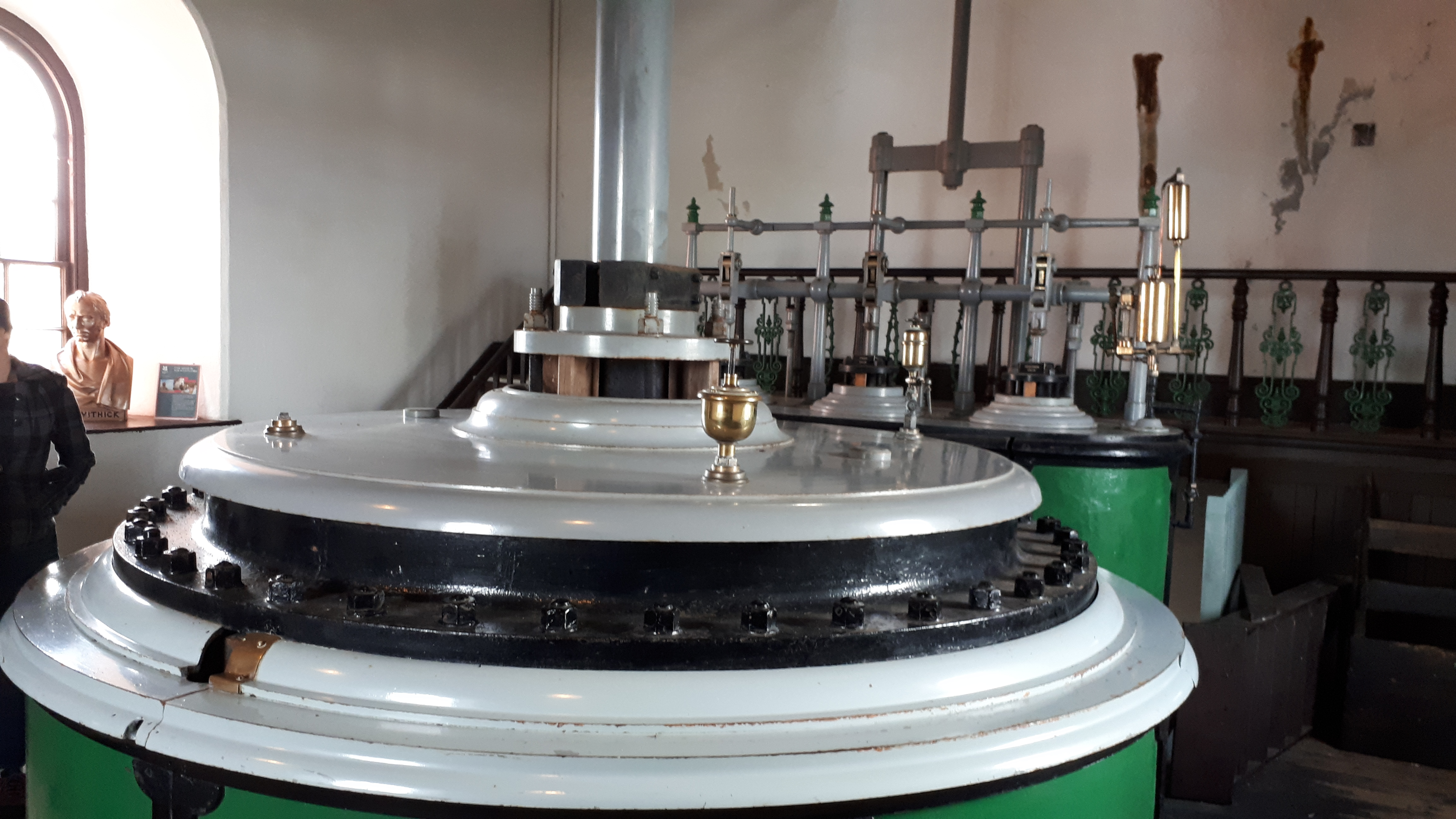
Cilindro de vapor principal (A)
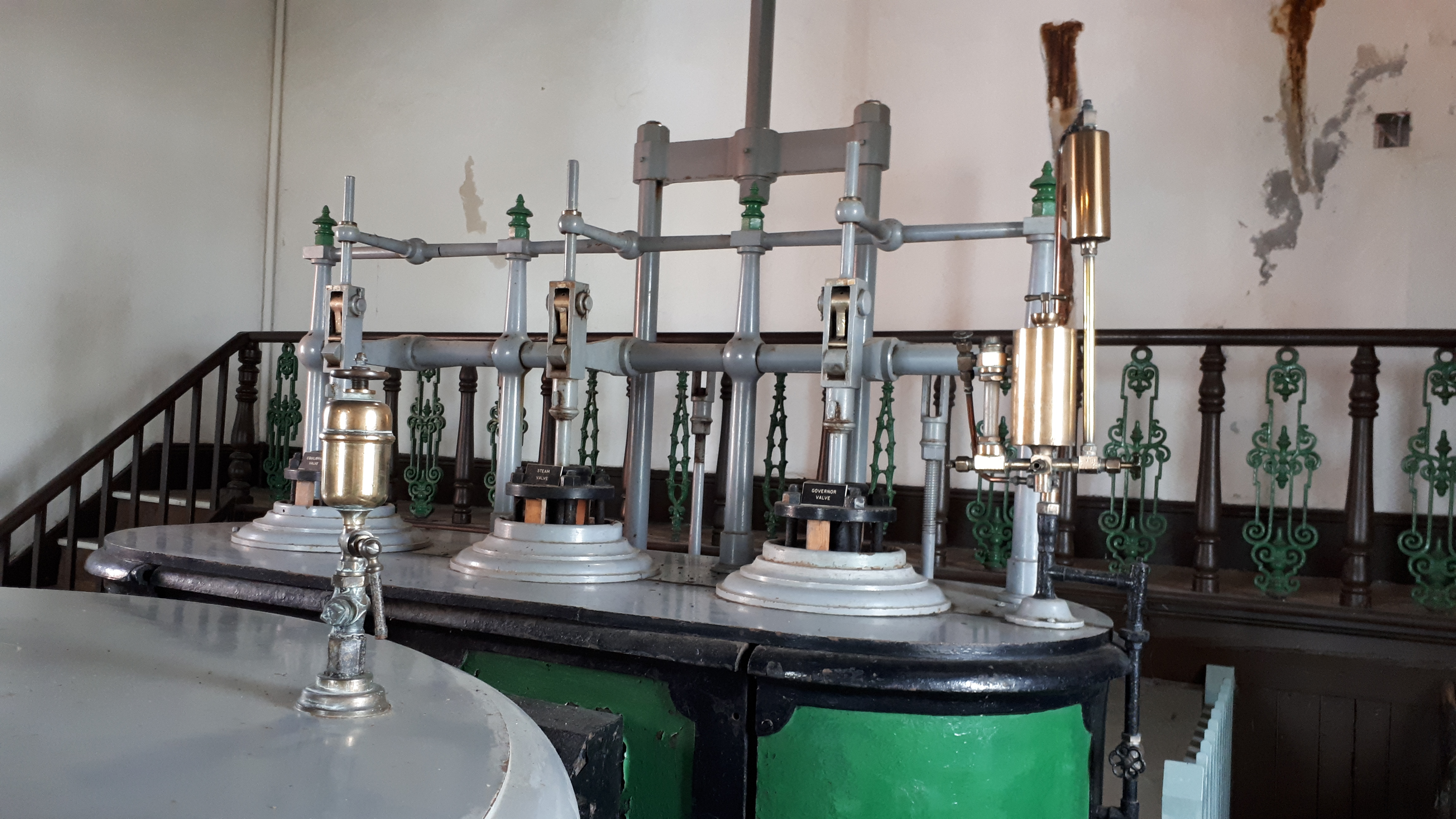
Control de vapor cilindros (GH)
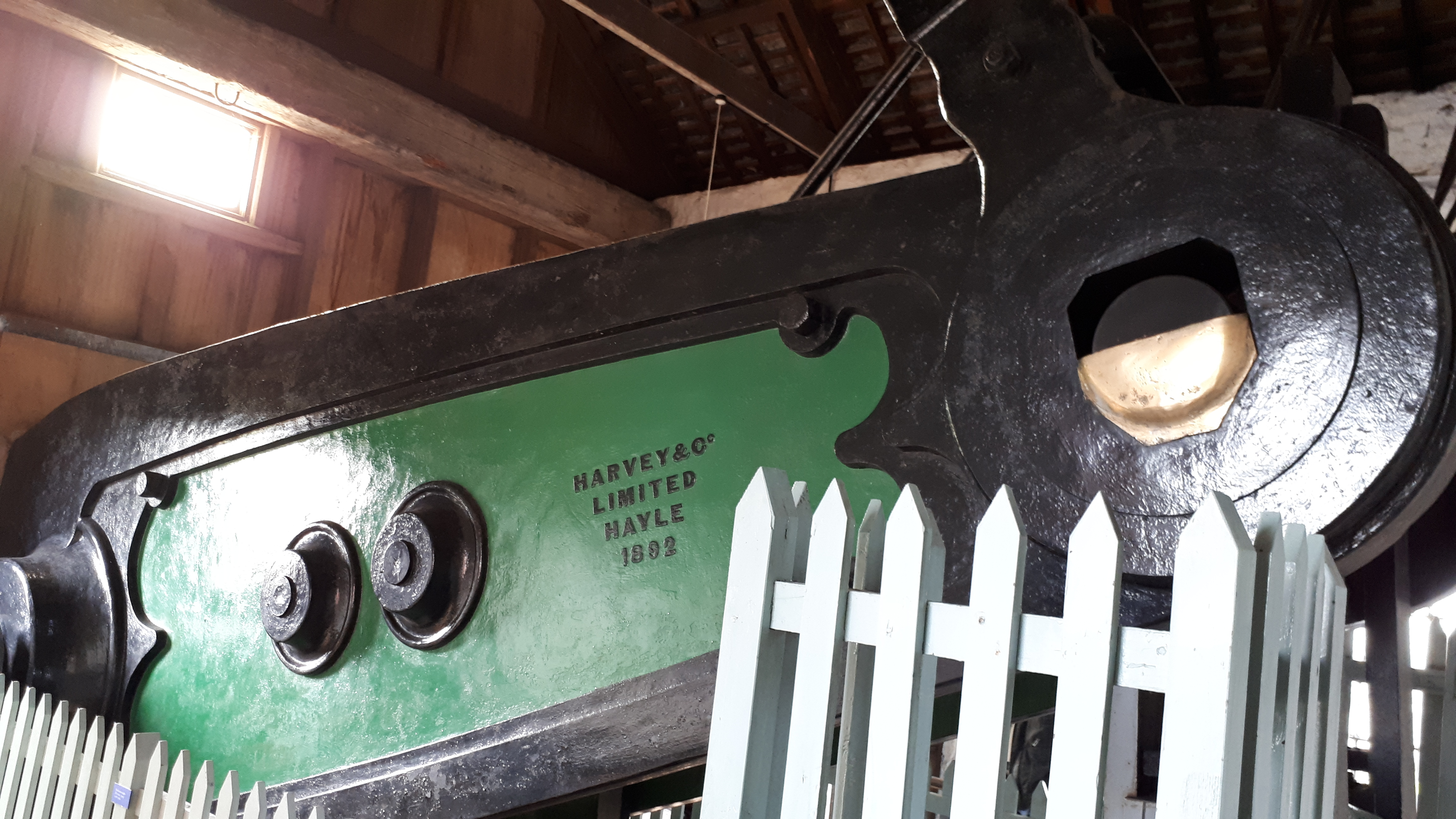
Palanca de bomba (D)
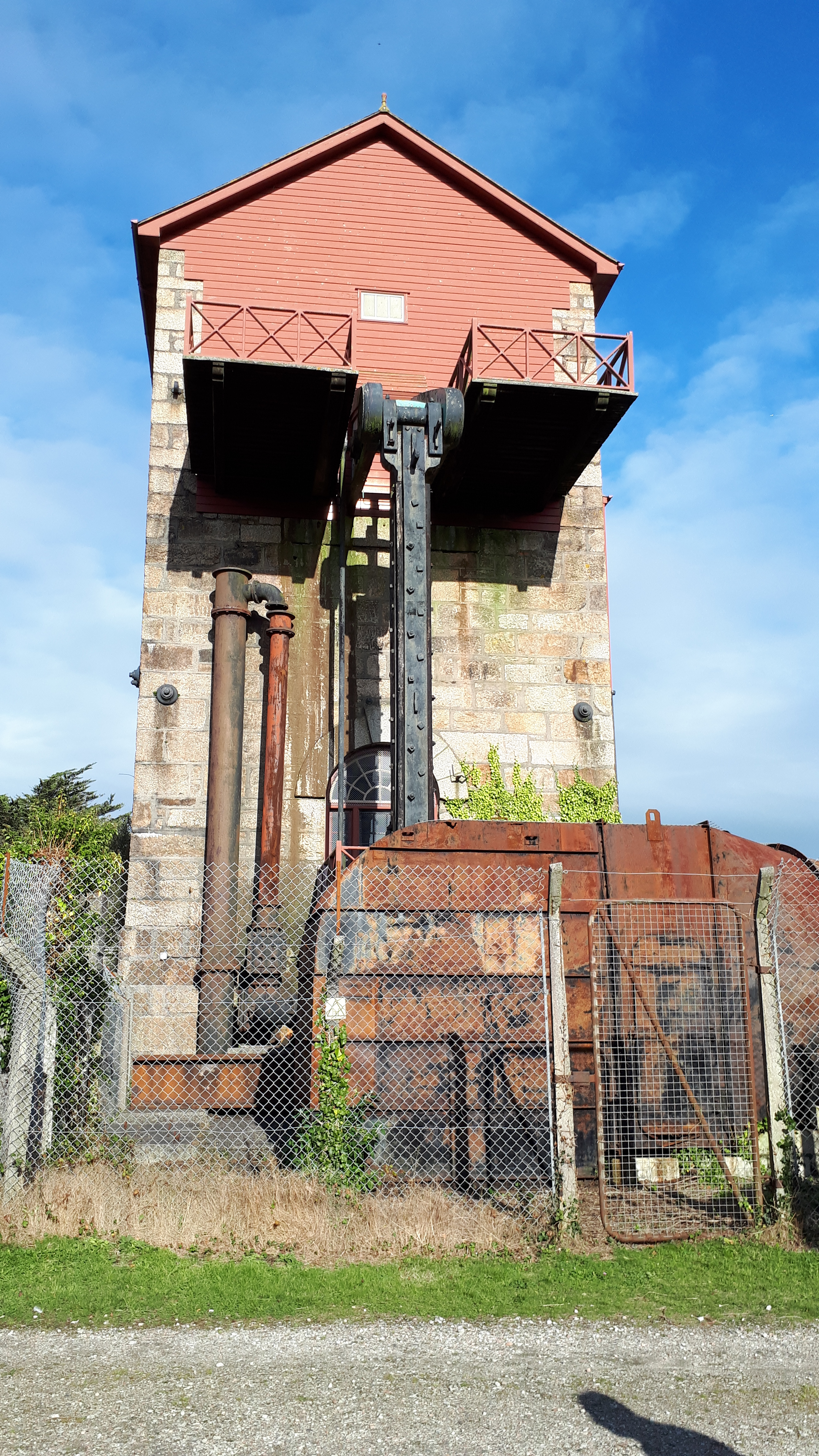
Caseta del motor y pistón bomba (E)
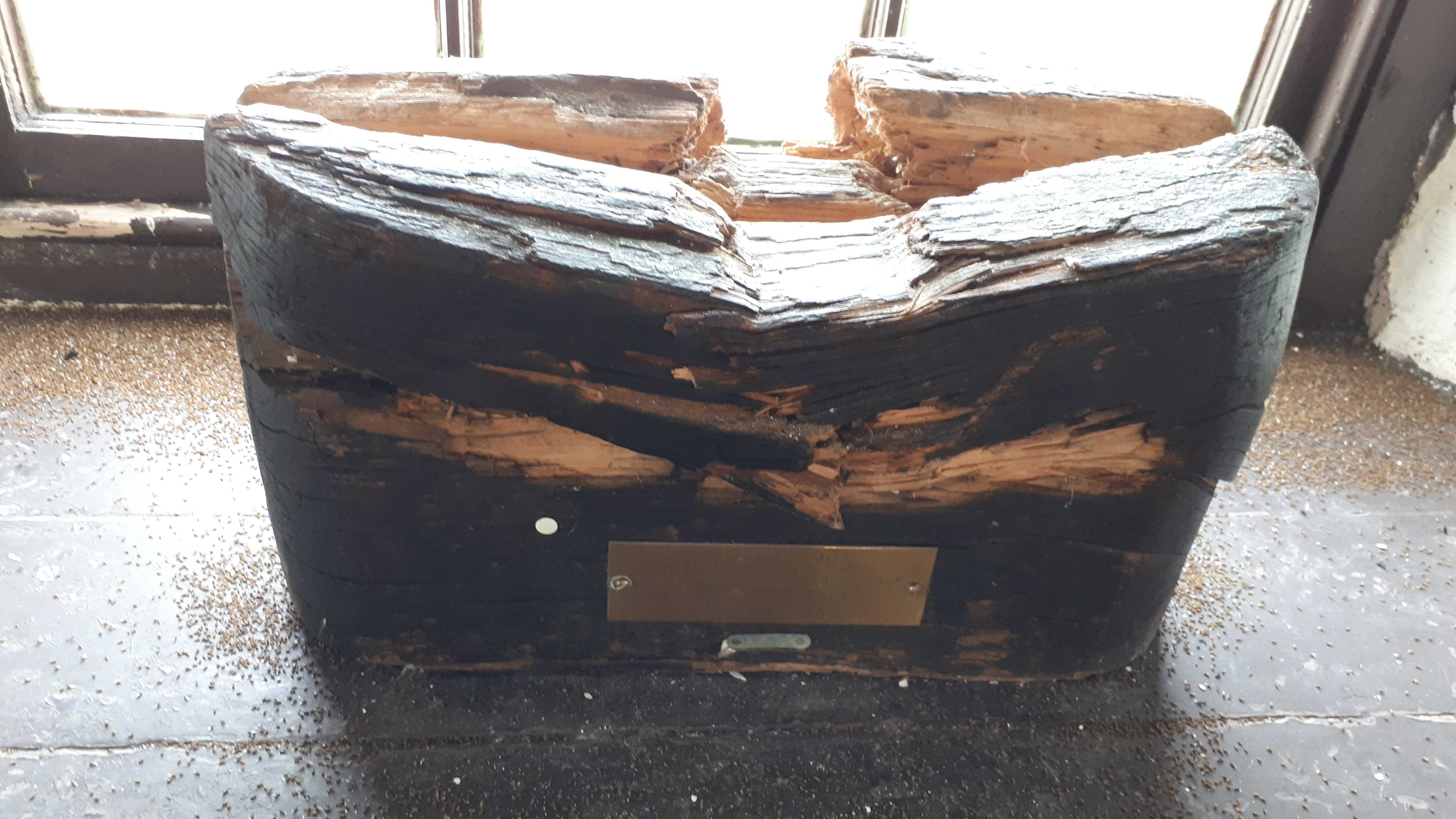
Bloque de refuerzo en la casa de máquinas de la mina East Pool de Taylor's Shaft

## Características
La principal ventaja del motor de Cornualles fue su mayor eficiencia, lograda haciendo un uso más económico del vapor a alta presión. En aquel momento, las mejoras en la eficiencia eran importantes en Cornualles debido al alto costo del carbón, que debía de traerse desde fuera del condado. 
El aumento de la presión de la caldera por encima del bajo valor de la presión del vapor (prácticamente atmosférica) anteriormente utilizado en la máquina de Watt, permitió mejorar notablemente la eficiencia del motor de Cornualles. Sin embargo, el simple aumento de la presión de la caldera habría hecho que un motor fuera más potente sin aumentar su eficiencia. El avance clave fue permitir que el vapor se expandiera en el cilindro. Si bien James Watt había concebido la idea de permitir el trabajo expansivo del vapor, y lo incluyó en su antigua patente de 1782, se dio cuenta de que la baja presión del vapor procedente de la caldera hacía que la mejora de la eficiencia fuera insignificante, por lo que no contó con ella inicialmente. 
En un motor Watt, el vapor se admite a lo largo de toda la carrera de potencia del pistón. Al final de la carrera, el vapor se agota y toda la energía restante se desperdicia en el condensador, donde el vapor se enfría de nuevo con agua. 
En un motor de Cornualles, por el contrario, la válvula de admisión se cierra a mitad de la carrera de potencia, lo que permite que el vapor que ya está en esa parte del cilindro se expanda a través del resto de la carrera a una presión más baja. Esto se traduce en la captura de una mayor proporción de su energía, y se pierde menos calor en el condensador que en un motor Watt. 
Otras características incluyen el aislamiento de las conducciones del vapor y del cilindro, y el recorrido el vapor alrededor del cilindro, que Watt ya había utilizado anteriormente.
Pocos motores de Cornualles permanecen en sus ubicaciones originales. La mayoría fueron desechados cuando cerraron las empresas que los utilizaban.
El motor de Cornualles desarrollaba una potencia irregular a lo largo del ciclo, deteniéndose por completo en un punto, y teniendo un movimiento rápido en la carrera descendente, lo que lo hacía inadecuado para el movimiento giratorio y la mayoría de las aplicaciones industriales.

## Desarrollo del motor de Cornualles
El motor de Cornualles dependía del uso de presión de vapor por encima de la presión atmosférica, tal como lo ideó Richard Trevithick en el siglo XIX. Los primeros motores con "hinchado" del cilindro ideados por Trevithick descargaban vapor a la atmósfera. Esto difería de la máquina de vapor de Watt, que movía el vapor de condensación del cilindro a un condensador separado del cilindro; por lo tanto, el motor de Watt dependía de la creación de un vacío cuando se condensaba el vapor. Los motores posteriores de Trevithick (en la década de 1810) combinaron los dos principios, comenzando con vapor de alta presión que luego se pasó al otro lado del pistón, donde se condensaba y actuaba como un motor de presión subatmosférica. En un desarrollo paralelo, Arthur Woolf desarrolló la máquina de vapor compuesta, en la que el vapor se expandía sucesivamente en dos cilindros distintos, cada uno de los cuales tenía presiones superiores a la atmosférica.
Cuando Trevithick se fue a Sudamérica en 1816, traspasó el derecho de patente de su último invento a William Sims, quien construyó y adaptó varios motores, incluido uno en Wheal Chance que operaba a 40 psi (280 kPa) por encima de la presión atmosférica, que alcanzó un servicio de casi 50 millones, pero este valor decayó rápidamente. Se realizó una prueba entre un motor monocilíndrico tipo Trevithick y un motor compuesto Woolf en Wheal Alfred en 1825, cuando ambos lograron un servicio de poco más de 40 millones.
La siguiente mejora se logró a fines de la década de 1820, cuando Samuel Grose disminuyó la pérdida de calor al aislar las tuberías, los cilindros y las calderas de los motores, mejorando el servicio a más de 60 millones en Wheal Hope y más tarde a casi 80 millones en Wheal Towan. Sin embargo, el mejor servicio generalmente era un logro de corta duración, debido al deterioro general de la maquinaria, las fugas de las calderas y a los daños en las placas de las calderas (lo que significó que la presión tuvo que reducirse).
Mejoras menores aumentaron un poco el servicio, pero el motor alcanzó sus límites prácticos a mediados de la década de 1840. Con presiones de hasta 50 psi (340 kPa), es probable que las fuerzas generadas hubieran causado roturas de la maquinaria. Las mismas mejoras en el servicio se produjeron en los motores que funcionaban accionando molinos de pisón y cabrestantes, pero generalmente llegaron un poco más tarde. En ambos casos, el mejor servicio fue menor que el de los motores de bombeo, particularmente para los motores de los cabrestantes, cuyo trabajo era discontinuo.
El impulso para la mejora de la máquina de vapor provino de Cornualles debido al alto precio del carbón en aquella zona, pero los costos de capital y mantenimiento fueron más altos que los de una máquina de vapor de Watt. Esto retrasó mucho la instalación de motores de Cornualles fuera de su región de origen. Se instaló un motor de Cornualles de segunda mano en East London Waterworks en 1838, y se comparó con un motor Watt con resultados favorables, porque el precio del carbón en Londres era incluso más alto que en Cornualles. Sin embargo, en las principales áreas de fabricación de textiles, como Mánchester y Leeds, el precio del carbón era demasiado bajo para que el reemplazo fuera económico. Solo a finales de la década de 1830 los fabricantes de textiles comenzaron a cambiar a motores de alta presión, generalmente agregando un cilindro de alta presión, formando un motor compuesto, en lugar de seguir la práctica habitual de Cornualles.

## Motores de Cornualles conservados

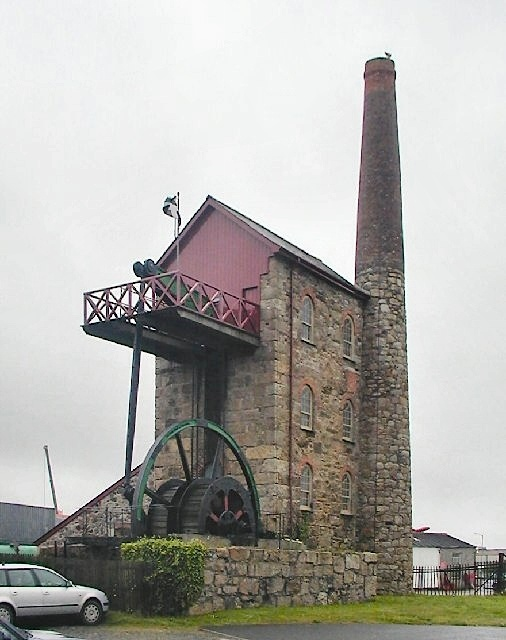
Una de las casas de motores conservadas en Pool, que alberga un motor de 30 pulgadas

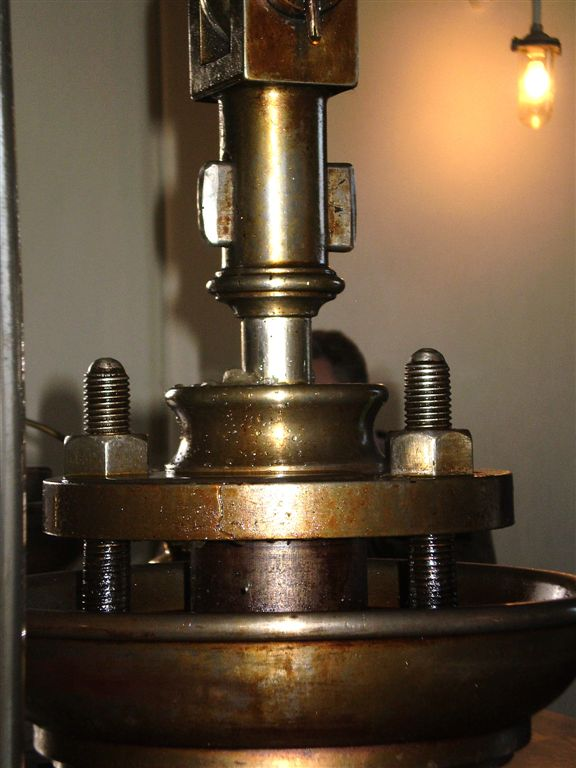
Varilla de la válvula del motor en el Museo de agua y vapor de Londres

Varios motores de Cornualles se conservan en Inglaterra. El Museo de Agua y Vapor de Londres tiene la mayor colección de motores de Cornualles del mundo. En la estación de bombeo de Crofton, en Wiltshire, hay dos motores de Cornualles, uno de los cuales (el Boulton y Watt de 1812) es el "motor de balancín en servicio más antiguo del mundo, que aún se encuentra en su casa de motores original y es capaz de hacer el trabajo para el que fue instalado", el de bombear agua al depósito superior del canal del Kennet y del Avon. Dos ejemplos también sobreviven en el museo Cornish Mines and Engines, junto a la mina East Pool, cerca de la ciudad de Pool, Cornualles.
Otro ejemplo es en la mina Poldark (la máquina de Cornualles de balancín Trenear Harvey de Hale en la mina Bunny Tin; y posteriormente la de Greensplat China Clay Pit), ambas cerca de St Austell, y que datan de 1840 a 1850. Se les ha agregado un mecanismo hidráulico con fines de demostración. El último motor que trabajó comercialmente en Cornulles hasta la semana de Navidad de 1959, se trasladó a Poldark en 1972.
La estación de bombeo Cruquius en los Países Bajos contiene un motor de Cornualles con el cilindro de mayor diámetro jamás construido para un motor de este tipo, con un diámetro de 3,5 metros. El motor, que fue construido por Harvey & Co. en Hayle, Cornualles, Inglaterra, tiene ocho balancines conectados a un cilindro, cada uno de los cuales impulsa una sola bomba. El motor se restableció a su estado de funcionamiento entre 1985 y 2000, aunque ahora es operado por un sistema hidráulico lleno de aceite, ya que la restauración a la operación con vapor no era viable.
La Sociedad Trevithick, precursora de las organizaciones de arqueología industrial, se formó inicialmente para rescatar el motor de bobinado de Levant de ser desechado. Adquirieron otro motor de bobinado y dos motores de bombeo. Publican un boletín informativo, una revista y numerosos libros sobre motores de Cornualles, la industria minera, ingenieros y otros temas arqueológicos industriales.